# زکریا ایستروم
زکریا ایستروم (دانمارکی: Zachariae Isstrøm) یک یخچال طبیعی بزرگ در شمال شرق گرینلند است که در مختصات ۷۸ درجه شمالی و ۳۰ درجه غربی واقع شده‌است. Isstrøm (ایس‌استروم) در زبان دانمارکی به معنای «جریان یخ» است.
یخچال زکریا ایستروم بر ستیغی در بستر دریا قرار داشت اما در سال ۲۰۱۲ از آن جدا شده و حرکت آن به سمت دریاها شتاب گرفته است.
پژوهشگران به این نتیجه رسیده‌اند که سرعت گرفتن روند ذوب شدن یخچال طبیعی 'زکریا ایستروم' می‌تواند سطح آب دریاها را نیم متر بالا بیاورد. این یخچال اکنون هر سال پنج میلیارد تن یخ وارد اقیانوس می‌کند.
یخچال زکریا ایستروم هم از بالا به دلیل آب‌های گرم اقیانوسی و هم از پایین به دلیل چند دهه افزایش مداوم دمای هوا به سرعت در حال ذوب شدن و تبدیل شدن به قطعات کوچکتر است.
یخچال عظیم دیگری موسوم به یخچال ۷۹ در نزدیکی زکریا ایستروم در حال ذوب شدن است اما نه به سرعت یخچال ذکریا، چرا که تپه‌های خشک مجاور آن را محافظت می‌کنند.